# Canadian Car & Foundry GE-23
Canadian Car & Foundry GE-23 Goblin ist die Bezeichnung für in Kanada vom Unternehmen Canadian Car & Foundry (CC&F) montierte Grumman FF-1. Zulieferer für die Flugzeugteile waren unter anderem Grumman (Rumpf), die Brewster Aeronautical Corporation (Tragflächen und Heck) sowie Curtiss-Wright für die R-1820-Sternmotoren.
Die erste von CC&F montierte Maschine erhielt die Nicaraguanische Fuerza Aérea de la Guardia Nacional de Nicaragua, wo sie zwischen 1938 und 1950 eingesetzt wurde. Nach Ausbruch des Spanischen Bürgerkriegs wurden 1937 von den republikanischen spanischen Streitkräften 40 Maschinen dieses Typs bestellt, die unter Umgehung der US-Ausfuhrsanktionen offiziell in die Türkei geliefert werden sollten. Tatsächlich trafen 34 GE-23 im Frühjahr 1938 in Le Havre ein, von wo sie über die Grenze nach Vich in Katalonien gebracht und zusammengebaut wurden.
Die kanadische Air Force setzte 15 GE-23 ein, die zum Teil aus dem nicht vollständig an Spanien gelieferten Produktionslos stammten. Die letzte wurde im April 1942 ausgemustert.
Zwischen 1938 und 1941 wurde auch eine Maschine bei den mexikanischen Streitkräften verwendet.